# إيفان ماموت
إيفان ماموت هو لاعب كرة قدم كرواتي، ولد في 30 أبريل 1997 في سبليت في كرواتيا. لعب مع إنتر زابرشيتش وستيوا بوخارست ونادي يونيفيرسيتاتيا كرايوفا وهايدوك سبليت.

## وصلات خارجية
- إيفان ماموت على موقع قاعدة بيانات كرة القدم.إي يو (الإنجليزية)
- إيفان ماموت على موقع Soccerway.com (الإنجليزية)
- إيفان ماموت على موقع عالم كرة القدم.نت (الإنجليزية)